# Anita Asante
Pour les articles homonymes, voir Asante.
 (août 2024).
Anita Asante (née le 27 avril 1985) est une joueuse de football anglaise d'origine ghanéenne. 

## Études
Anita étudie la politique à la Business School de l'université Brunel à Londres tout en bénéficiant d'une bourse nationale d'aide aux études pour les sportifs.

## Carrière
Anita rejoint Arsenal, son premier club en 1988 comme junior. Elle devient senior durant la saison 2003/2004. Elle fait partie de l'équipe d'Arsenal qui a réussi le quadruplé lors de la saison 2006/2007 en gagnant la Coupe UEFA féminine, le Championnat d'Angleterre de football féminin, la Coupe d'Angleterre de football féminine et la Coupe de la ligue d'Angleterre féminine.  
Anita a joué pour l'équipe anglaise de moins de 17 ans. Elle a 11 sélections chez les moins de 19 ans.
Anita fait ses débuts en équipe A comme remplaçante contre l'Islande en mai 2004. Elle joue son premier match complet contre l'Irlande du Nord en mars 2005. Le match suivant se déroule contre la Norvège en avril 2005, pendant lequel elle marque son premier but international. Elle compte aujourd'hui 31 sélections et a marqué un but. De plus en septembre 2007, elle participe à la Coupe du monde de football féminin 2007 en Chine où l'Angleterre atteint les quarts de finale. 
Le 3 juillet 2008, elle quitte Arsenal avec sa coéquipière anglaise Lianne Sanderson pour rejoindre l'autre club londonien de Chelsea LFC. Mais en octobre 2008, Sky Blue FC, la franchise de football féminin américaine annonce avoir acquis les droits de la joueuse qui pourrait rejoindre le club en avril 2009 pour l'ouverture de la Women's Professional Soccer, nouvelle ligue professionnelle américaine.
Elle est sélectionnée parmi l'effectif britannique des Jeux olympiques d'été 2012.
Elle rejoint en octobre 2013 le LdB FC Malmö.

## Palmarès

### En club
- Chelsea FC:
  - Women's Super League: Championne en 2018
- FC Rosengård:
  - Damallsvenskan: Championne en 2014 et 2015

### En sélection nationale
Angleterre: 
- Tournoi de Chypre: Vainqueur en 2013[5]